# 金龍大王
金龍大王，又稱金龍四大王，是浙江金龍山（今杭州市餘杭區良渚街道安溪村下溪灣）之山神，也是漕運地區的水神。相傳俗名謝緒，《大清會典》：「順治三年，以黃河著異，加封浙人謝緒為顯佑通濟之神。宋末人，行四，讀書金龍山，故俗稱金龍四大王，廟祀江南宿遷縣。」